# Refaja Ziekenhuis (Stadskanaal)
Het Refaja Ziekenhuis Stadskanaal is een streekziekenhuis in de plaats Stadskanaal. De naam Refaja is afgeleid van het Hebreeuws en betekent: de Heer geneest. De eerste steen werd gelegd op 21 oktober 1966. Drijvende kracht om het ziekenhuis in Stadskanaal te realiseren was de ondernemer Grietinus Zwartsenberg.  De officiële opening vond plaats op op 21 november 1968 door de directeur-generaal voor de volksgezondheid P. Siderius. Eerder dat jaar was het ziekenhuis al feitelijk in gebruik genomen. Sinds 1 januari 2015 maakt het Refaja Ziekenhuis, samen met het Scheper Ziekenhuis in Emmen en het Bethesdaziekenhuis in Hoogeveen, deel uit van de Treant Zorggroep. Het verzorgingsgebied bestaat uit circa 80.000 personen.

## Organisatie
Het ziekenhuis kende zes verpleegafdelingen, een intensivecareafdeling en een polikliniek. Daarnaast heeft het ziekenhuis vijf operatiekamers (uitgezonderd behandelkamers kaakchirurgie) en een verkoeverkamer.
De Dokters Dienst Groningen heeft een huisartsenpost in het ziekenhuis.
Sinds 13 september 2018 zijn de afdelingen klinische verloskunde en klinische kindergeneeskunde gesloten. Treant Zorggroep gaat de kindzorg concentreren in het Scheper Ziekenhuis in Emmen.
Sinds 6 januari 2020 is het ziekenhuis een zogenaamd weekziekenhuis voor de zogenaamde planbare zorg. Tijdens werkdagen kunnen er poliklinische afspraken gemaakt worden, vinden er geplande operaties plaats. Ook is er ruimte voor dagbehandelingen en diverse onderzoeken. Het ziekenhuis beschikt over een basisspoedpost voor niet-levensbedreigende situaties, zoals fracturen en kleine verwondingen. Ook beschikt het ziekenhuis over een Cardiac Triage Unit (CTU), voor laag-complexe, maar acute hartklachten.